# Пенский (Курская область)
Пенский — хутор в Беловском районе Курской области. Входит в Беловский сельсовет.

## География
Хутор находится на реке Бобрава, в 85 км к юго-западу Курска, в 10 км к юго-востоку от районного центра и центра сельсовета — Белая.
Климат
Пенский, как и весь район, расположен в поясе умеренно континентального климата с тёплым летом и относительно тёплой зимой (Dfb в классификации Кёппена).

## Население
| 2002 | 2010 |
| ---- | ---- |
| 381  | ↘253 |

## Инфраструктура
Личное подсобное хозяйство. В хуторе 197 домов.

## Транспорт
Пенский находится в 16,5 км от автодороги регионального значения 38К-028 (Обоянь — Суджа), в 9,5 км от 38К-029 (38К-028 — Белая), в 9,5 км от автодороги межмуниципального значения 38Н-010 (Белая — Кривицкие Буды), на автодороге 38Н-428 (Лошаковка — Пенский — Подол), в 11 км от ближайшего ж/д остановочного пункта 94 км (линия Льгов I — Подкосылев).